# سنگو، آنگولا
سنگو (به انگلیسی: Songo) شهری در استان اوییگه واقع در کشور آنگولا است که در سال ۲۰۰۹ میلادی ۷٬۶۳۳ نفر جمعیت داشته است.